# Економіка Ємену
Ємен — переважно аграрна країна. На сільське господарство і добувну промисловість у 1990-х роках припадало 68,4%. Основні галузі промисловості: нафтова та нафтопереробна, текстильна, харчова, цементна. Є невеликі алюмінієві заводи. Транспорт г.ч. автомобільний та морський. Морські порти: Аден, Ходейда, Моха, Саліф, Мукалла. Основні аеропорти розташовані в Сані і Хормаксарі (біля Адена).

## Історія
У кінці 1980-х років в обох частинах Ємену почався видобуток нафти і газу, що привело до помітного поліпшення економічних показників і підвищення рівня життя населення. Ємен залишається значною мірою залежним від іноземної допомоги. Грошові перекази від працюючих в еміграції єменців, зокрема в Саудівській Аравії, складали в кінці 1980-х років 1 млрд дол. на рік. Припинення цих платежів в 1990 нанесло серйозного збитку економіці країни.
За даними Всесвітнього банку ВНП Ємену в 1996 становив 6,02 млрд дол. (380 дол. на душу населення). Приріст ВВП становив 2,8% в 1990–1995 і 3,0% в 1996. Структура ВВП Ємену в 1995: сільське і лісове господарство і рибальство — 14,7%, сфера обслуговування — 46,5%, добувна і обробна промисловість, будівництво і енергетика 38,8%.
За даними [Index of Economic Freedom, The Heritage Foundation, U.S.A. 2001]: ВВП — $ 4,2 млрд. Темп зростання ВВП — 3,8%). ВВП на душу населення — $ 254. Імпорт (машини і обладнання, транспортні засоби, споживчі товари, пряжа, текстиль, пшениця, цукор, мед) — $ 2,7 млрд (г.ч. США — 8,9%; UAE — 9%; Франція — 7,6%; Італія — 7,3; САуд. Аравія — 7%). Експорт (бавовна, нафтопродукти, кава, шкіри, худоба, риба; паливно-мастильні матеріали становлять 84% експорту) — $ 0,858 млрд (г.ч. Китай — 30,9%, Півд. Корея — 25%; Таїланд — 22%; Японія — 5%).

## Промисловість
Найбільші промислові підприємства знаходяться в основному в державній або акціонерній власності зі змішаним капіталом. Харчова промисловість, що працює переважно на імпортній сировині, є другою за обсягом виробництва галуззю, поступаючись тільки цементній промисловості. Нафтопереробний завод в Адені є найбільшим сучасним підприємством в південній частині країни. У Ємені є також підприємства, що виробляють текстиль, пластмасу, сіль і фарбу.

## Сільське господарство
Сільське господарство модернізується повільно. Основними товарними культурами є бавовна, кава і фрукти. Для внутрішнього споживання вирощується сорго, картопля, пшениця і ячмінь. Важливе значення мають також тваринництво і рибальство. На території колишньої ЄАР знаходяться найродючіші землі Аравійського п-ова. Біля чверті загальної площі країни придатні для сільського господарства.
Терасне землеробство в горах Ємену, де вирощують зернові і каву, має давні традиції. У західних передгір'ях важливу роль відіграє тваринництво. Основні зернові культури — сорго, просо, пшениця, ячмінь і кукурудза. Збільшується виробництво фрукти і овочів.
Найважливішою культурою, що вирощується на низовині Тіхама, є бавовник. Тут також вирощують кунжут і фініки. На території колишньої НДРЄ для землеробства придатні менше 1% площі країни (100 тис. га). Тут вирощують в основному бавовник і сорго. У обох частинах Ємену важливе значення має тваринництво і птахівництво. На експорт йде шкірсировина.
Ємен виконує умови МВФ для реалізації програми по оновленню і пожвавленню економіки, що привело до можливості реструктуризації зовнішніх боргів.
Виробництво електроенергії в країні — бл. 1,7 млрд кВт·год на рік (1990).